# عزلة بني شداد (صنعاء)
عزلة بني شداد هي إحدى عزل مديرية خولان في محافظة صنعاء اليمنية ويبلغ تعداد سكانها 13807 نسمة حسب التعداد السكاني في اليمن لعام 2004.